# Anna Wangenheim
Anna Wangenheim (født Mikkelsen; 10. august 1982 i Narsaq) er en grønlandsk politiker. Hun var været medlem af Grønlands parlament, Inatsisartut, for Demokraterne siden 2019 og var sundhedsminister i Regeringen Kim Kielsen VII fra 2020 til 2021.

## Familie og uddannelse
Anna Wangenheim er den mellemste af tre døtre af den danske tømrer Henning Mikkelsen og den grønlandske sygehusøkonoma Karline Kristiansen, som er datter af fåreavleren Abel Kristiansen. Politikeren Benedikte Thorsteinsson (de) er hendes moster, og hun er kusine til politikerne Vittus Qujaukitsoq og Inga Dóra G. Markussen (de).
Hun voksede op i Narsaq. Efter 11 års skolegang var hun et år på efterskole i Hammerum i Danmark før gymnasiet i Qaqortoq fra 2000 til 2003. Mens hun gik i 1. g. døde hendes mor af kræft. I 2003 startede hun på journalistuddannelsen i Nuuk, men stoppede året efter da også hendes far døde af kræft. Hun var timelærer på en skole i Narsaq fra 2004 til 2006. Hun fik en søn i 2005, og da forholdet til faren gik i stykker i 2006 flyttede hun til Danmark. Der uddannede hun sig til produktionsteknolog på Nordjyllands Erhvervsakademi fra 2006 til 2008, hvorefter hun læste til sygeplejerske på University College Syddanmark fra 2008 til 2014. Under studiet blev hun gift og fik yderligere to børn i 2010 og 2011 samt 3 stedbørn. Anna Wangenheim arbejdede som sygeplejerske i Sønderjylland fra 2014 til 2016. I 2016 flyttede hun kortvarigt til Narsaq, men returnerede til Danmark igen, da familien ikke trivedes, for endelig at flytte til Nuuk i december 2016. Hun er i dag fraskilt og eksmanden er flyttet til Danmark

## Politisk karriere
Hendes forældre som var tilhængere af Atassut, gjorde Anna Wangenheim interesseret i politik, og hun meldte sig ind i Demokraterne i 2017 og blev regionsformand for Demokraterne i den vestlige del af Sermersooq Kommune i december samme år. Hun stillede op til parlamentsvalget i Grønland i 2018 og hun blev anden stedfortræder for Demokraterne i parlamentet. I august 2019 blev hun stedfortræder i Grønlands parlament, da Randi Vestergaard Evaldsen var fratrådt, samtidig med at Niels Thomsen havde orlov. Da Niels Thomsen også trådte tilbage i november 2019 blev hun ordinært medlem af parlamentet. I maj 2020 blev hun udnævnt til sundhedsminister i regeringen Kielsen VII. Det varede indtil februar 2021, hvor Demokraterne forlod regeringen. Ved det efterfølgende parlamentsvalg i 2021 fik hun flest stemmer af alle kandidater for Demokraterne, herunder flere end partiformand Jens-Frederik Nielsen, og kom dermed for første gang direkte ind i parlamentet. Hun stillede op til folketingsvalget i 2022 og fik 17,7 % af stemmerne, det tredjebedste resultat af alle kandidater, men det var ikke nok til en af de to grønlandske pladser i Folketinget.